# 酒

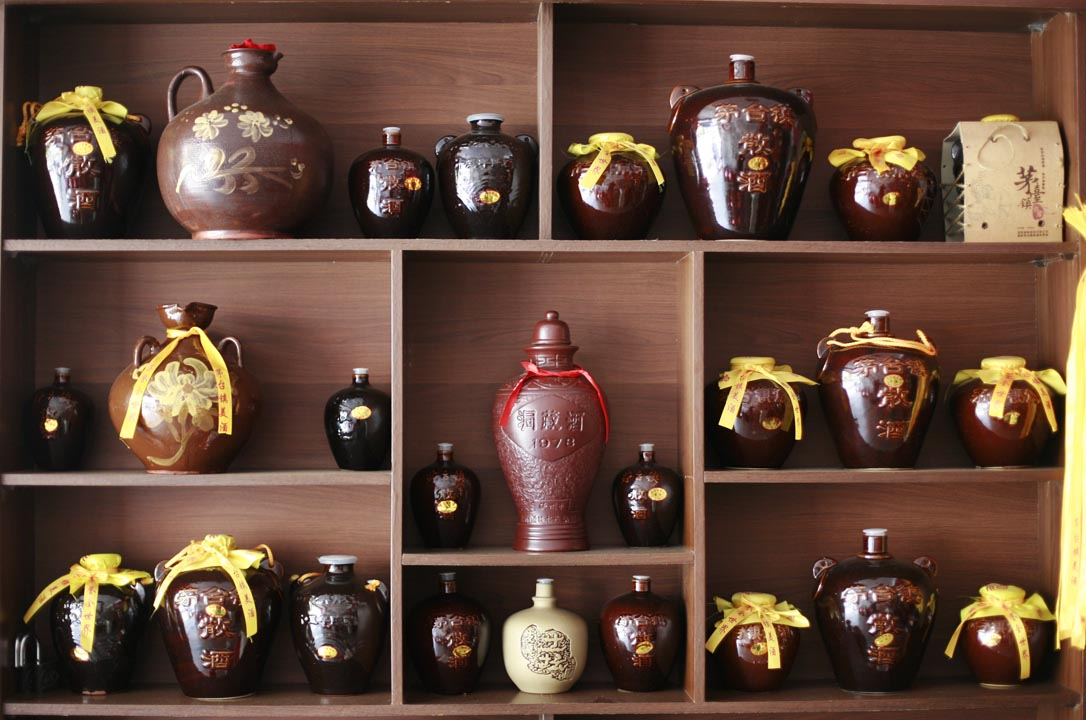
中式酒壺

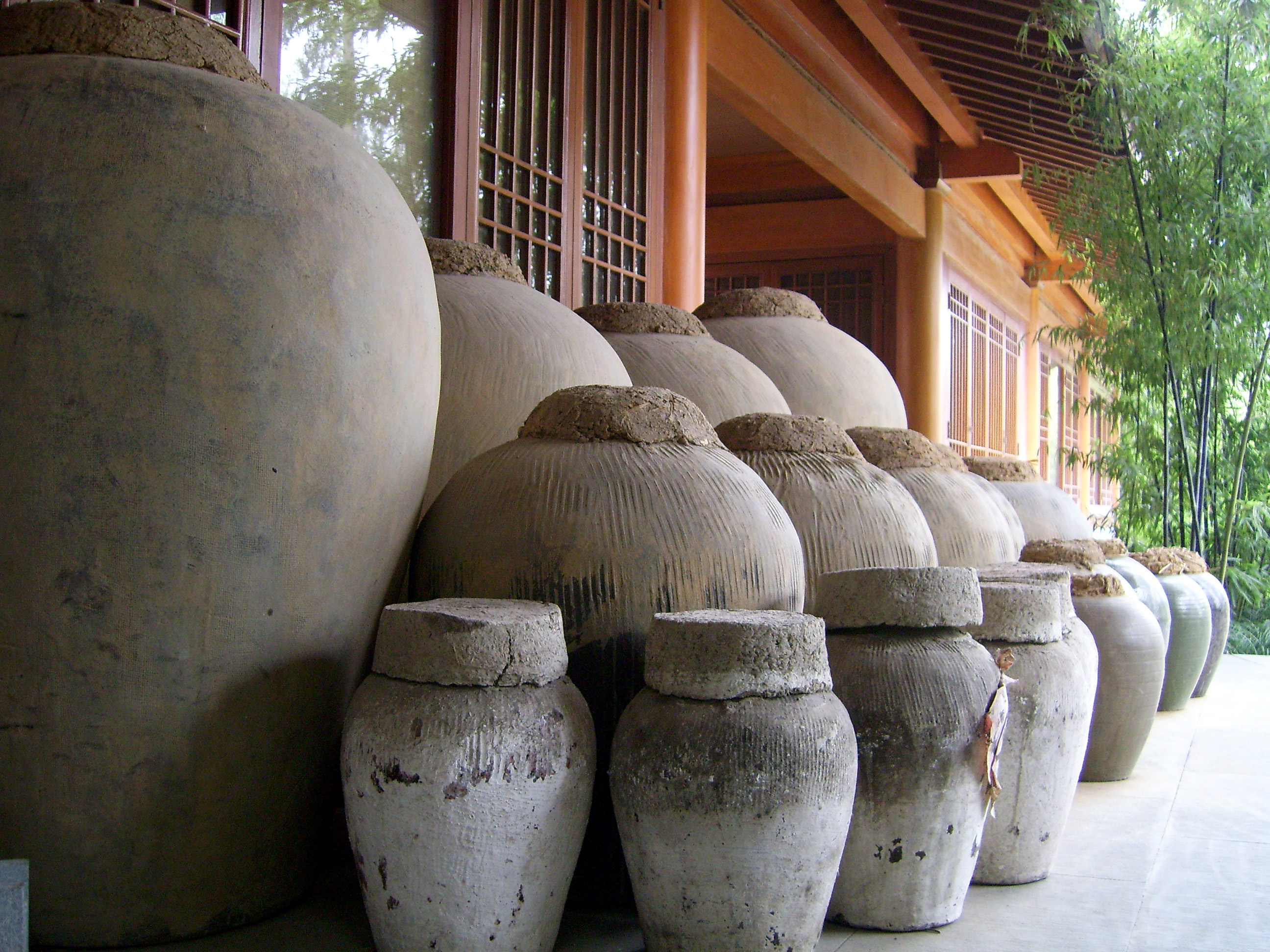
中国陳酒用的酒坛

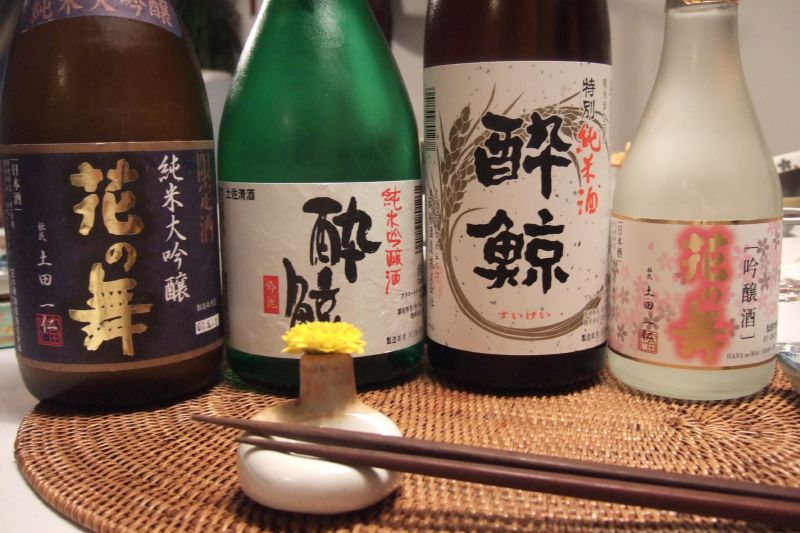
不同品牌的日本酒瓶。

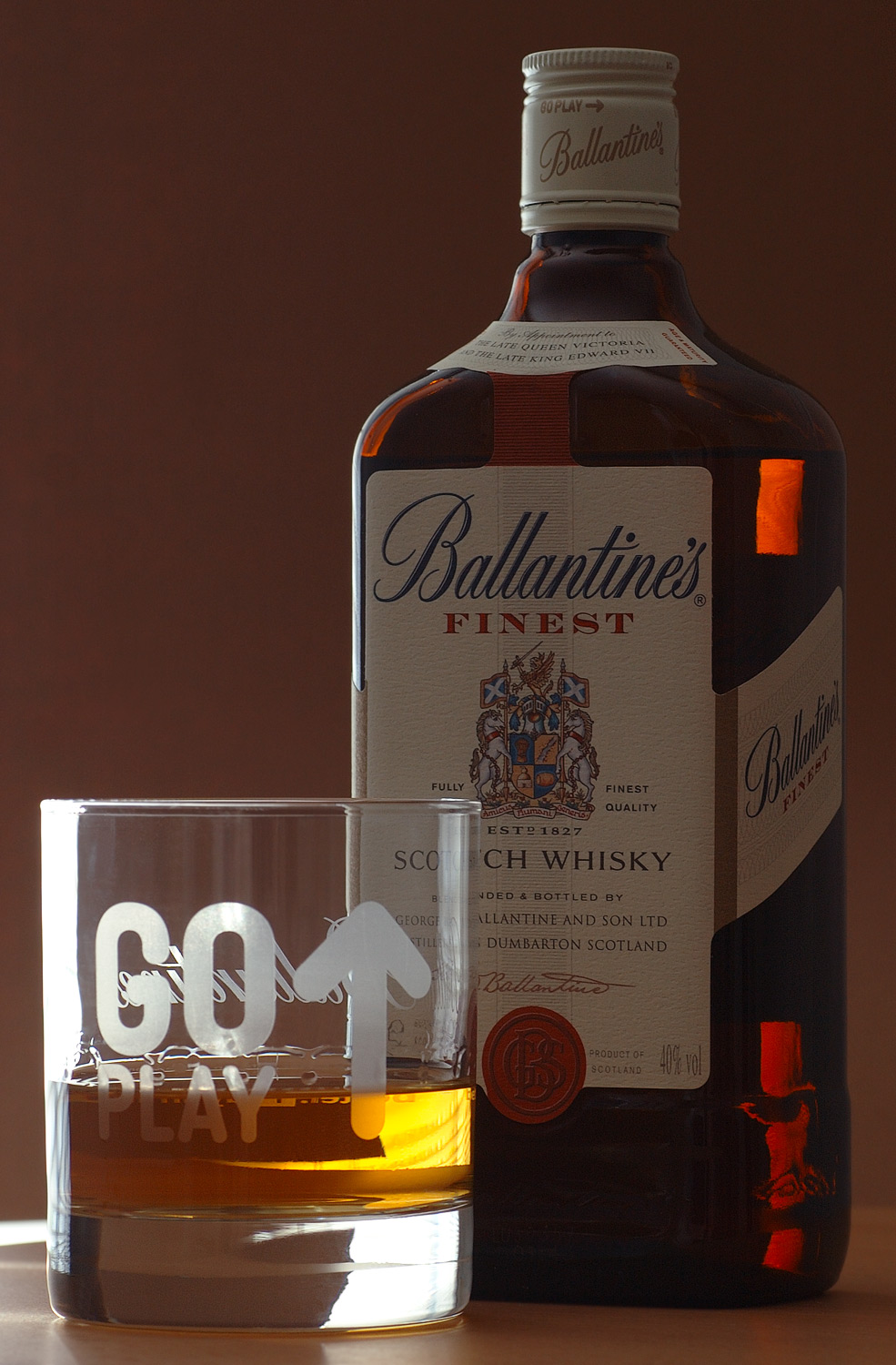
一瓶百齡壇的苏格兰威士忌。

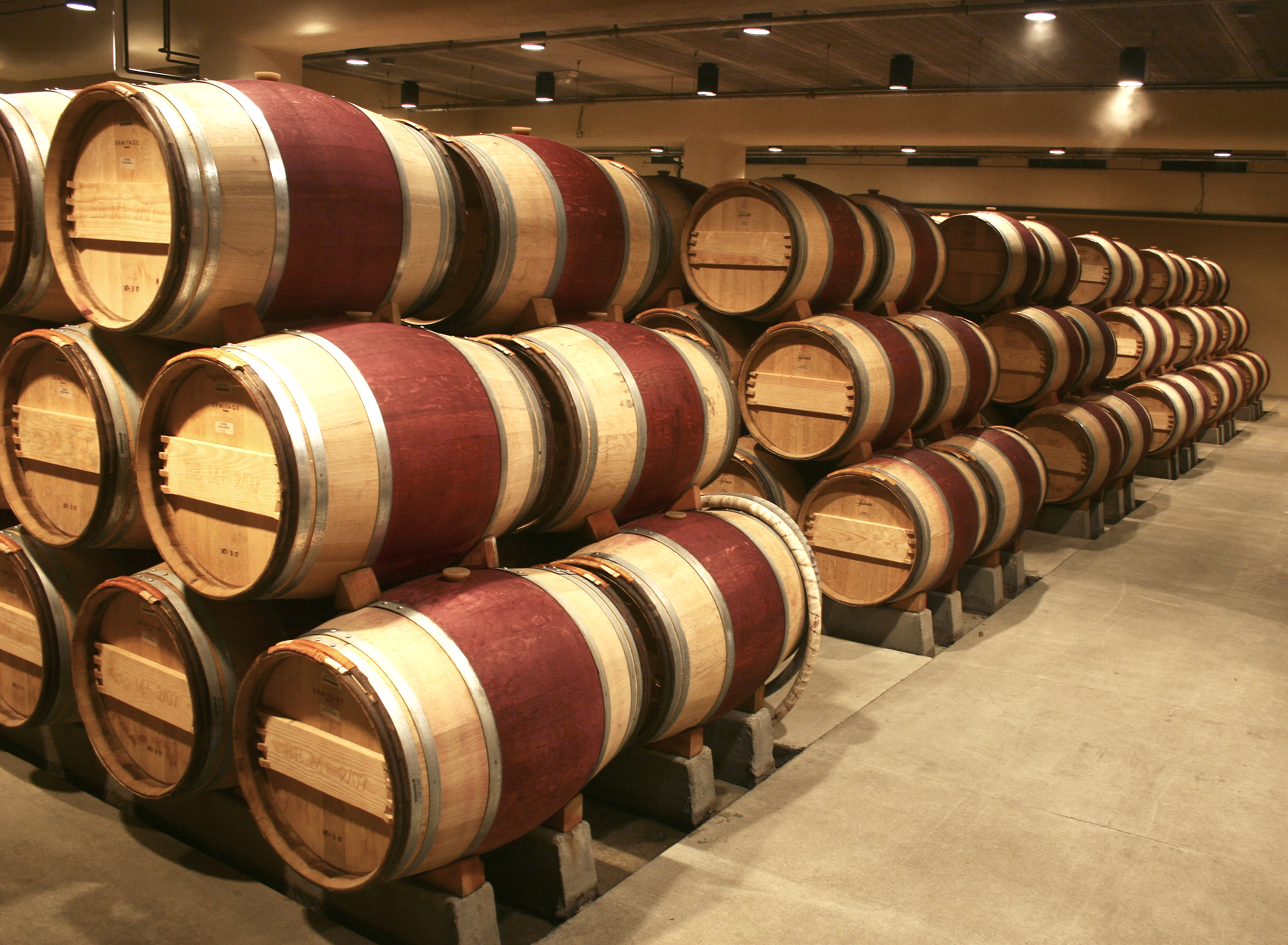
歐式酒窖

酒泛指含有酒精的飲料，是人類飲用歷史最長的加工飲品之一，由植物發酵釀造製成。
酒的歷史可追溯至新石器時代。考古證據顯示，公元前10,000年美索不達米亞已有釀酒活動，中國上山遺址亦有發現距今萬年的稻米酒殘留。約9000年前，古埃及與兩河流域文明已用水果、大麥釀造出原初的果酒與啤酒。古代酒類酒度低、甜度高，風味與保存方式皆與現代差異甚大。
酒類飲用時會抑制中樞神經，產生快感、放鬆與步態不穩等行為，即俗稱的「醉」。酒精會在肝臟代謝成有害的乙醛，東亞人種因缺乏乙醛去氫酶（ALDH2）而更容易酒精中毒，典型症狀為皮膚泛紅，顯著提高致病風險，故酒精被世衛組織列為一級致癌物。由於其高成癮性與廣泛娛樂用途，酒常被視為合法毒品，其衍生的社會問題促使多國實施管控，如限制飲酒時間（泰國、加拿大），或禁止公共場所飲酒與持酒等；部分穆斯林國家則完全禁酒。
酒在人類文明中具多元功能：作為日常飲食、醫療用途、社交潤滑劑，或用以放鬆、催情及宗教儀式。東漢．許慎《說文解字》：“酒、就也。所以就人性之善惡也，從水酉，以酉目為之，酉說聲，一曰造也。”詮釋「酒」字兼具誘發人性善惡的雙重意涵。其宗教象徵則可見於希臘羅馬酒神崇拜──認為飲酒可以與神同歡、基督徒聖餐與猶太教逾越節以酒為聖物等。

## 飲用酒的用途

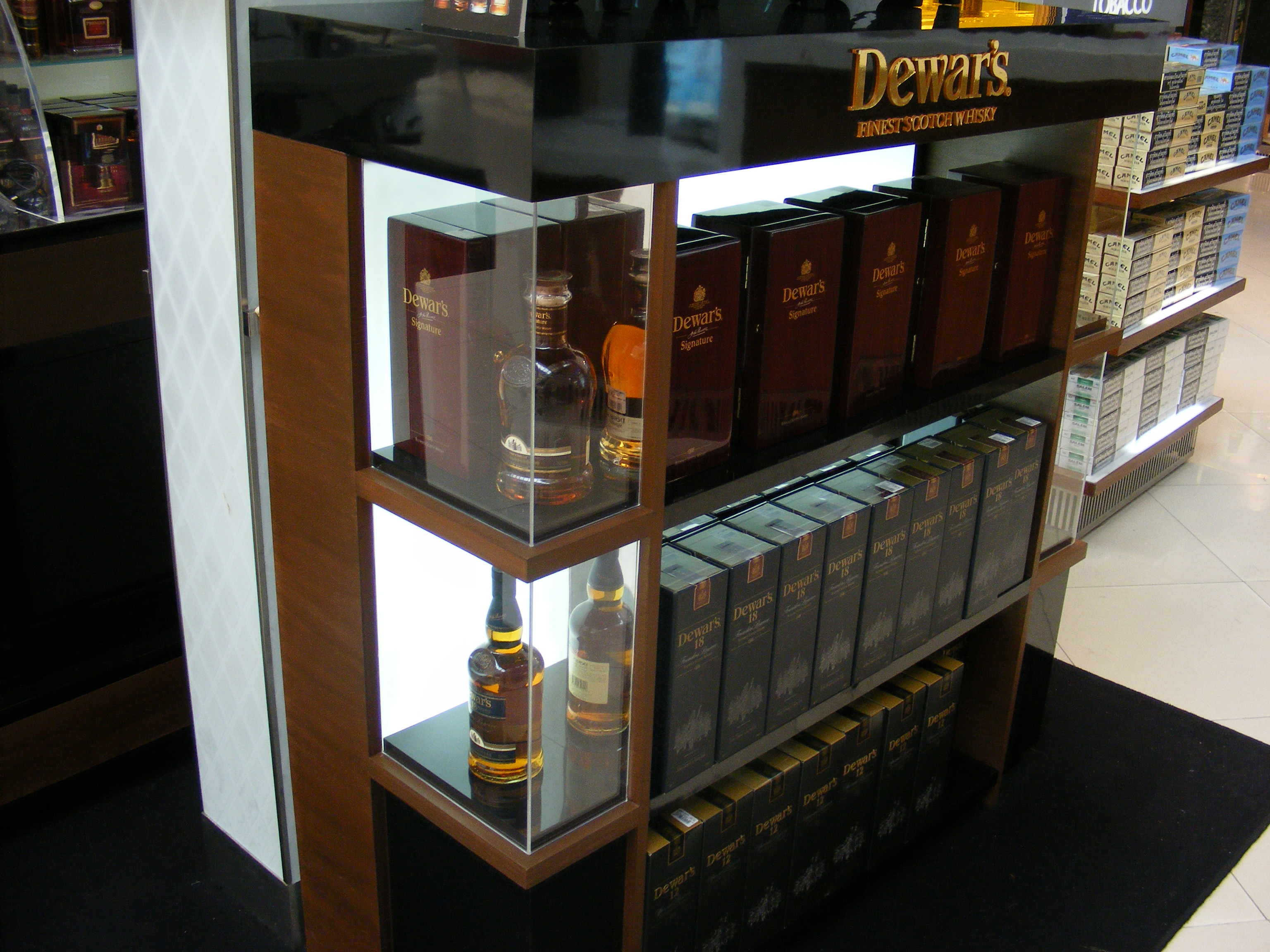
現代百貨公司中販賣酒的專櫃

在許多國家，酒精飲料都被用於搭配午餐和晚餐。在某些的地方和區域，如中世紀歐洲，酒精飲料（特別低酒精含量或類似啤酒的）被相信是避免傳染疾病一個方法（例如霍亂）。雖然酒精能殺滅細菌，但是供人類飲用的酒由於酒精濃度不夠高，幾乎無消毒作用。
航海時確保水源，對於大量釀造酵母啤酒的產業也是一大成長要素，因為酵母可以消滅其他微生物。酒精飲料被幾個月或幾年存放在簡單的木頭或黏土容器，都不會壞；例如加入橘子汁的萊姆酒可以有效保存維他命預防疾病，為此酒被作為古代帆船遠距航行的重要水源。
在寒帶地區，高濃度酒精飲料如伏特加普遍地被飲用，可能因為酒精是一種容易吸收的熱量來源，并且會使周邊血管擴張，體表皮膚變熱，讓人有祛寒的感覺，但這是一種危險誤解，因為血管擴張反而會導致熱量加速散失，應該根據當地環境搭配飲食與適當的禦寒衣物。
近年，多国不少酒精品飲者，使用加壓裝置加壓、加熱、蒸餾或用AIRCPHOLIC方式將酒精氣態化以氣體形式吸食，其目的是透過直接將酒精擴散至血液中，以達欣快作用及快速代謝。
在許多文化和歷史，酒精飲料由於神經學作用在各種各樣的領域也扮演重要社交功能，也作為一種「液體勇氣」（可以使人莽撞）。飲酒是祭祀典禮之一，《禮運》稱“夫禮之初，始諸飲食。”《周官‧酒正》有五齊、三酒、四飲的記載。王粲其《酒賦》中稱酒能“章文德於廟堂，協武義於三軍，致子弟之存養，糾骨肉之睦親，成朋友之歡好，贊交往之主賓。”當其他對神經起顯著作用的藥物（例如鴉片、古柯、巧茶、大麻、卡瓦胡椒等）還未出現之前的數千年歲月里，在只有咖啡、茶和煙草的社會中，酒類無疑是刺激效果最強的亢奮品。

## 酒的分类
- 以釀造酒的技術作區分；
  - 釀造酒
  - 蒸餾酒
  - 再製酒（或稱配制酒）
- 按照其使用的原料区分，大致有：
  - 以单醣为原料，直接将糖由酵母菌转化为乙醇、水和二氧化碳：
    - 以葡萄醣为原料：酿造酒为葡萄酒、香槟酒；蒸馏酒为白兰地等。
    - 以果醣为原料：酿造酒为各种果酒，如苹果酒、橘子酒、梅酒、樱桃酒等；蒸馏酒为各种水果白兰地。
    - 以混合单醣为原料：蜂蜜酒等。

  - 以双醣为原料，需要特殊的酵母菌或植物发芽产生的酶首先将双醣裂解再发酵转换：
    - 以麦芽醣为原料：酿造酒为各种啤酒；蒸馏酒为威士忌、杜松子酒等。
    - 以蔗醣为原料：酿造酒为普逵酒；蒸馏酒为兰姆酒、卡沙夏和龙舌兰酒。
    - 以乳醣为原料：酿造酒为马奶酒、牛奶酒。

  - 以多醣为原料，需要由一些特定的真菌（酒曲）产生酶将原料降解，然后再发酵：
    - 以淀粉为原料：发酵酒为黄酒、醪糟、独联体地区的格瓦斯、日本和韩国的清酒等，蒸馏酒为各种中国白酒、俄罗斯的伏特加等。
    - 以纤维素为原料；一般用于生产工业酒精以及代替生物燃料等。

## 酒精饮料与健康

### 毒性比較

上圖可以顯示，合法毒品菸（tabacco）酒（alcohol）的傷害性及成癮性其實不低。資料來自權威醫學期刊：The Lancet，此图为英国相关领域从业人员的主观打分平均值。（縱軸是成癮性、橫軸是傷害性）

資料來自權威醫學期刊：The Lancet關於常見管制藥品其傷害性及成癮性比較，包括煙、酒。從圖中可見，酒精對身體造成的生理傷害和依賴性，比大麻和搖頭丸來得嚴重，不如古柯碱、海洛英來的嚴重。
酒精的傷害性比吸煙嚴重一些，而飲酒人數遠高於吸煙人數，但無法控制煙癮的人數則遠高於酒精成癮的人數。酒癮者對維他命的吸收會變差，長期下來容易導致維他命B1的缺乏，而造成病變。

### 文化習性
《清異錄》載：「閩士劉乙嘗乘醉與人爭妓女，既醒慚悔，集書籍凡因飲酒致失賈禍者編以自警，題曰《百悔經》。自後不飲，至於終身。」
《三國志·吳書·韋曜傳》載「以茶代酒」：“曜……初見禮異時，常為裁減，或密賜茶荈以當酒”。
世界男性中的第八長壽者，田鍋友時提供的長壽秘訣就是不喝酒。
喝酒讓人不清醒從而進行失去理智的行為。

### 致癌性
WHO下属的IARC将酒精饮料中的乙醇列为1类致癌物，意味着有充分的证据证明酒精饮料会导致人类患有癌症。乙醇在体内被迅速氧化为乙醛，醉酒出现的脸红和神志不清的现象就是体内无法及时清除过量乙醛造成的。乙醛会导致人体DNA变异，对人体有很高的毒性。

### 控制
有鉴于酒精饮料对人的种种危害，及酗酒现象对社会带来的不安，不少国家或地区对酒精饮料采取了控制措施。如在加拿大安大略省，所有酒精饮料只在省酒类管制局管辖下的国营商店内出售，且需凭有效证件证明19岁以上才可购买。挪威政府对酒类的贩卖也采取统一管理，由地方当局直接管制。
宗教方面，世界三大宗教都有相關的規定。佛教受五戒之教徒，依照戒律不可飲酒。伊斯蘭教則認為，喝酒傷身亂性，所以嚴禁教徒從飲食中攝取酒精——即不准飲酒（但在一些穆斯林聚居区，如黎凡特地区，一般民众可以自由合法购买酒精饮料）；而基督宗教亦嚴禁信徒過量飲酒，因酗酒是不聖潔行為。

### 少量喝酒的爭議
相較於吸菸沒有安全劑量，各種研究對少量飲酒的利弊有不同的觀點。
2017年，《NEJM》的一项研究认为：即使饮用通常认为属于“安全”的酒，即每周饮酒14～20单位（每单位8g酒精），也与海马萎缩（该结局与认知障碍及痴呆相关）和认知功能的一项指标受损相关，因此为了使脑处于最佳健康状态，个人应该限制饮酒。

## 各種酒名
- 啤酒 （Beer）
- 葡萄酒 （Wine）
  - 冰酒 （Icewine）
  - 贵腐酒 （Noble rot wines）
  - 加强葡萄酒 （Fortified Wine）
    - 雪莉酒 （Sherry）
    - 波特酒 （Port wine）

  - 氣泡酒 （Sparkling wine）
    - 香槟 （Champagne）
- 黄酒 （Chinese rice wines）
- 清酒 （Sake）
  - 純米大吟釀 （Junmai Daiginjo）
  - 大吟釀 （Daiginjo）
  - 純米吟釀 （Junmai Ginjo）
  - 吟釀 （Ginjo）
  - 純米酒 （Junmai）
  - 特別純米酒 （Tokubetsu Junmai）
  - 特別本釀造 （Tokubetsu Honjozo）
  - 本釀造 （Honjozo）
- 白酒 (Chinese spirits)
  - 清香白酒 （mild-flavored Chinese spirits）
  - 酱香白酒（Jiang-flavored Chinese spirits）
- 白兰地 （Brandy）
- 威士忌 （Whisky）
- 伏特加 （Vodka）
- 龍舌蘭酒 (Tequila)
- 朗姆酒 （Rum）
- 琴酒 （Gin）
- 力娇酒 （Liquor）